# Království Boží

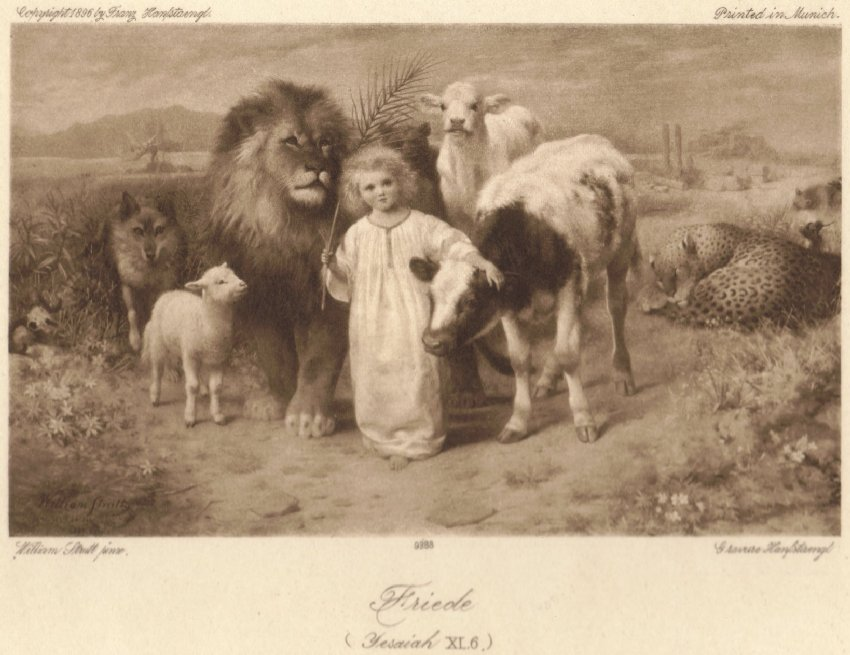
Království nebeské: Dítě po boku šelem, 19. století

Království Boží (řecky βασιλεία τοῦ θεοῦ basileia tú theú) nebo království nebeské (βασιλεία τῶν οὐρανῶν basileia tón úranón) je jeden z klíčových motivů Ježíšova kázání a Nového zákona, v němž se zmínka o Božím království objevuje více než stokrát. Ježíš navazuje na starozákonní označení Boha jako Krále (hebrejsky מֶלֶך‎ melech) a svým posluchačům sděluje „radostnou zprávu“ (εὐαγγέλιον euangelion, evangelium) o tom, že toto království – tedy stav, kdy bude naplněna Boží vůle – je nablízku a mezi nimi. 
Přesný obsah pojmu není v bibli definován explicitně, Ježíš o něm hovoří téměř výhradně v podobenstvích a blahoslavenstvích. Království Boží však není míněno politicky („není z tohoto světa“). Mnohými křesťany je chápáno eschatologicky, jako něco, co roste mezi věřícími a v úplnosti se uskuteční na konci tohoto světa. Jiní ale vidí toto království realizovatelné v přítomnosti. Svědkové Jehovovi věří, že se jedná o Boží vládu, která bude vládnout lidem na Zemi poté, až Bůh zasáhne a zničí současný systém věcí.

## Biblické citáty
- „A když byl Jan uvězněn, Ježíš přišel do Galileje a kázal evangelium Božího království. Říkal: ‚Čas se naplnil a Boží království se přiblížilo. Čiňte pokání a věřte evangeliu!‘“ (Mk 1:14-15)
- „Od té doby Ježíš začal kázat a říkat: ‚Čiňte pokání, neboť se přiblížilo nebeské království.‘“ (Matouš 4:17)
- „A za dnů těch králů zřídí nebeský BŮH království, které nebude nikdy zničeno. A království nebude přeneseno na žádný jiný lid. Rozdrtí a ukončí všechna tato království a samo bude stát na neurčité časy ...“ (Daniel 2:44)
- „Neřeknou: ‚Hle, je zde‘ anebo ,Hle, je tam.‘ Pohleďte přece, Boží království je mezi vámi.“ (Lk 17:21)
- „Tak i vy, až uvidíte, jak se dějí tyto věci, vězte, že Boží království je blízko.“ (Lk 21:31)

### Zahraniční literatura
- Åke V. Ström, Erich Zenger, Louis Jacobs, Andreas Lindemann, Rudolf Mau, Michael Beintker, Christian Walther: Art. Herrschaft Gottes/Reich Gottes I. Religionsgeschichtlich II. Altes Testament III. Judentum IV. Neues Testament und spätantikes Judentum V. Alte Kirche bis Reformationszeit VI. Neuzeit VII. Systematisch-theologisch. In: Theologische Realenzyklopädie 15 (1986), 172-244
- Watson E. Mills: Jesus' Teachings on the Kingdom. Bibliographies on the life and teachings of Jesus 6. Mellen Biblical Press, Lewiston, NY [u.a.] 2002 ISBN 0-7734-2456-3 (Bibliografie)
- Michael Hauser: Die Herrschaft Gottes im Markusevangelium. Europäische Hochschulschriften 23/647. Lang, Frankfurt a.M. 1998 ISBN 3-631-33903-8
- Peter Wolff: Die frühe nachösterliche Verkündigung des Reiches Gottes. Forschungen zur Religion und Literatur des Alten und Neuen Testaments 171. Vandenhoeck & Ruprecht, Göttingen 1999 ISBN 3-525-53854-5
- Wilfried Härle, Reiner Preul (Hrsg.): Reich Gottes. Marburger Jahrbuch Theologie 11. Marburger theologische Studien 53. Elwert, Marburg 1999 ISBN 3-7708-1125-9
- Werner Zager: Bergpredigt und Reich Gottes. Neukirchener-Verl., Neukirchen-Vluyn 2002 ISBN 3-7887-1896-X
- Gottfried Vanoni, Bernhard Heininger: Das Reich Gottes. Die Neue Echter Bibel 4. Echter, Würzburg 2002 ISBN 3-429-02170-7